# Liste du patrimoine immobilier classé de Genappe
Cette page regroupe l'ensemble du patrimoine immobilier classé de la ville belge de Genappe.
| Objet | Année de construction / Architecte | Adresse                     | Section communale | Coordonnées                      | Numéro d’inventaire | Illustration                                                                                                 |
| --- | ---------------------------------- | --------------------------- | ----------------- | -------------------------------- | ------------------- | --- |
| Les montagnes de Thy (sur les anciennes communes de Baisy-Thy et Ways) |                                    |                             | Baisy-Thy et Ways | 50° 36′ 33″ nord, 4° 27′ 53″ est | 25031-CLT-0002-01   | Image manquanteTéléverser                                                                                    |
| Orgues de l'église Saint-Pierre |                                    |                             | Glabais           | 50° 37′ 48″ nord, 4° 27′ 13″ est | 25031-CLT-0004-01   | Image manquanteTéléverser                                                                                    |
| Orgues de l'église Saint-Jean Baptiste |                                    |                             | Loupoigne         | 50° 35′ 51″ nord, 4° 26′ 33″ est | 25031-CLT-0007-01   | Image manquanteTéléverser                                                                                    |
| La chapelle Notre-Dame-de-Foy de Loupoigne ainsi que le site la comprenant |                                    |                             | Loupoigne         | 50° 36′ 06″ nord, 4° 27′ 08″ est | 25031-CLT-0008-01   | |
| Ferme du Caillou, à savoir la maison sise à front de la chaussée de Bruxelles, ainsi que le mur de clôture (M) et ensemble formé par ladite ferme, son jardin et ses dépendances (S) |                                    | chaussée de Bruxelles       | Vieux-Genappe     | 50° 38′ 46″ nord, 4° 25′ 15″ est | 25031-CLT-0009-01   | |
| Église Saint-Martin de Ways |                                    |                             |                   | 50° 36′ 36″ nord, 4° 27′ 45″ est | 25031-CLT-0011-01   | |
| Façade et toiture de la maison sise rue du centre n° 32 |                                    | Rue du centre n° 32         |                   | 50° 35′ 54″ nord, 4° 26′ 35″ est | 25031-CLT-0012-01   | Façade et toiture de la maison sise rue du centre n° 32                                                      |
| Ferme (façades et toitures), place Charles Morimont, n° 1 |                                    | Place Charles Morimont n° 1 |                   | 50° 35′ 52″ nord, 4° 26′ 30″ est | 25031-CLT-0014-01   | Ferme (façades et toitures), place Charles Morimont, n° 1                                                    |
| Orgues de l'église Saint-Hubert de Baisy-Thy |                                    |                             |                   | 50° 35′ 38″ nord, 4° 27′ 57″ est | 25031-CLT-0016-01   | |
| Église Saint-Jean-Baptiste de Loupoigne : clocher et deux ailes latérales formant avant corps de l'église                                                                            |                                    |                             |                   | 50° 35′ 51″ nord, 4° 26′ 32″ est | 25031-CLT-0017-01   | |
| Ferme de la Basse Cour du château sise rue du Centre, n° 37 (façades et toitures) |                                    | Rue du Centre n° 37         |                   | 50° 35′ 50″ nord, 4° 26′ 30″ est | 25031-CLT-0018-01   | Image manquanteTéléverser                                                                                    |
| Église Saint-Jean-Baptiste de Loupoigne : Ensemble formé par le vieux moulin, l'église et les fermes                                                                                 |                                    |                             |                   | 50° 35′ 49″ nord, 4° 26′ 20″ est | 25031-CLT-0019-01   | |
| Monument aux Belges de 1815, route de Houtain |                                    |                             |                   | 50° 34′ 23″ nord, 4° 26′ 54″ est | 25031-CLT-0020-01   | |
| Ensemble formé par les bois aux Conins et la partie boisée des étangs |                                    |                             |                   | 50° 38′ 55″ nord, 4° 30′ 40″ est | 25031-CLT-0021-01   | Image manquanteTéléverser                                                                                    |
| Façades toitures et vitraux de la chapelle du Chantelet |                                    |                             |                   | 50° 39′ 00″ nord, 4° 26′ 03″ est | 25031-CLT-0023-01   | |
| Chapelle du Try-au-Chêne et la potale Notre-Dame d'Alsemberg ainsi que l'ensemble formé par ces monuments et leurs abords (+ COURT-SAINT-ETIENNE/Court-Saint-Etienne)                |                                    |                             |                   | 50° 36′ 29″ nord, 4° 30′ 51″ est | 25031-CLT-0024-01   | |
| Façade avant et toitures de l'immeuble sis rue de Ways 39 (M) et établissement d'une zone de protection (ZP)                                                                         |                                    | Rue de Ways 39              |                   | 50° 36′ 39″ nord, 4° 27′ 09″ est | 25031-CLT-0025-01   | Façade avant et toitures de l'immeuble sis rue de Ways 39 (M) et établissement d'une zone de protection (ZP) |
| Ferme du Caillou : établissement d'une zone de protection |                                    |                             |                   | 50° 38′ 55″ nord, 4° 25′ 25″ est | 25031-CLT-0027-01   | Ferme du Caillou : établissement d'une zone de protection                                                    |